# عملية أرئيل
عملية أرئيل: هي عملية إطلاق نار وقعت يوم الأربعاء الموافق 25\10\2007 نفذتها كتائب القسام الجناح العسكري لحركة حماس حيث استهدفت مستوطنة أرئيل شمال سلفيت رداً على إستشهاد الاسير محمد الأشقر في سجن النقب.

## الاحداث
كانت شاحنة من نوع "GMC" تمر من قرب محطة انتظار قرب المستوطنة فخرج مقاتل فلسطيني من السيارة وأطلق النار من «بندقية صيد» على محطة الانتظار مما أدى إلى مقتل جندي إسرائيلي وإصابة 3 مستوطنين آخرين وقامت السيارة التي يركبها المقاتلين بصدم 6 سيارات إسرائيلية ولاذت بالفرار وبعد عامين تمكنت القوات الإسرائيلية من اعتقال الخلية المنفذة للعملية.